# Wyclef Jean
Wyclef Jean (AFI: [ˈʍaɪ.klɛf dʒɑn]) (Croix-des-Bouquets, 17 de Outubro de 1969) é um rapper e produtor musical haitiano. Ele é mais conhecido por ter sido membro do trio de hip-hop The Fugees, ao lado de Lauryn Hill e Pras Michel e por ter feito parceria no single Hips Don't Lie com a cantora Shakira. Em 2007, no seu álbum chamado "Carnival Vol. II: Memoirs of an Immigrant", a cantora/compositora Daniela Mercury fez uma participação na música "Touch Your Button Carnival Jam: Let Me Touch Your Button/Carnival/Rouge et Bleu" que ainda conta com as presenças de will.i.am, Melissa Jiménez, Machel Montano, Black Alex, Shabba & Djakout Mizik. Em 2009, foi a vez de Daniela convidá-lo para cantar e ser coautor na música "Life is beautiful" do seu 13º álbum de estúdio intitulado "Canibália".
Em 5 de agosto de 2010, oficializou seu pedido de candidatura à presidência do Haiti nas eleições que ocorreram em 28 de novembro desse ano. Wyclef não residia em seu país natal há mais de trinta anos. Também descobriu que nascera em 69, não em 72, como pensava. Por não residir no país nos últimos cinco anos, Wyclef foi impedido de concorrer pela justiça eleitoral haitiana.
Em janeiro de 2017, Wyclef anunciou que o seu Álbum J'ouvert será lançado em 3 de fevereiro de 2017. Em 2 de fevereiro de 2017, Wyclef lançou seu novo single "Ne Me Quitte Pas", Em Versión Francês que apareceu em seu Álbum J 'ouvert Deluxe. O Álbum foi lançado e gravado em 117 na Billboard 200, e 50 em Canadian Hot Albums. Quatro outros singles foram lançados do álbum "Life Matters", "The Ring", "Holding on the Edge" e "Little Things".

## Discografia
1997: The Carnival
2000: The Ecleftic: 2 Sides II a Book
2002: Masquerade
2003: Greatest Hits
2003: The Preacher's Son
2004: Welcome to Haiti: Creole 101
2006: Ghosts of Cité Soleil (soundtrack)[86]
2007: Carnival Vol. II: Memoirs of an Immigrant
2009: From the Hut, To the Projects, To the Mansion
2010: If I Were President: My Haitian Experience
2017: J'ouvert
2017: Carnival III: The Fall and Rise of a Refugee[87]

## Outras colaborações
- 1997: Faz uma participação com as Destiny's Child, cantando a música "No No No (Part 2)"
- 1997: Wyclef Jean Presents The Carnival Featuring the Refugee All-Stars
- 2001: Wish You Were Here (Single, data de lançamento: 23 de novembro)
- 2002: One Nite Stand com a cantora alemã Sarah Connor
- 2004: Sak Pasé Presents: Creole 101 (Welcome to Haïti)
- 2004: Gravou "Dance Like This" com Claudette Ortiz para a trilha-sonora de Dirty Dancing: Noites de Havana
- 2004: Hotel Rwanda - trilha do filme (Música: Million Voices)
- 2006: Gravou "Hips Don't Lie / Será, Será" (um remake de "Dance Like This") com a cantora colombiana Shakira
- 2006: Gravou "Why Don't We (Aman Aman)" com o cantor turco Tarkan
- 2006: Gravou "Nuestro Himno" com Pitbull, Carlos Ponce, Olga Tañón e outros.
- 2006 Gravou "Heaven's in New York" para a trilha-sonora de One Last Thing
- 2007 Gravou "Sweetest Girl" com Akon, Lil' Wayne e Nia
- 2008: Lançou seu maior sucesso "Mvp Kompa" com mais de 95 milhões de cópias vendidas
- Lançou o disco Carnival, Vol. 2: Memoirs of an Immigrant [Deluxe Edition] em 2007
- 2009: Participou cantando e compondo na faixa "The Life Is Beautiful" do CD "Canibália" de Daniela Mercury
- 2009: Gravou Spy com Shakira
- 2010: Participou da gravação da música We are the world 25 for Haiti junto com vários outros artistas

## Acusações

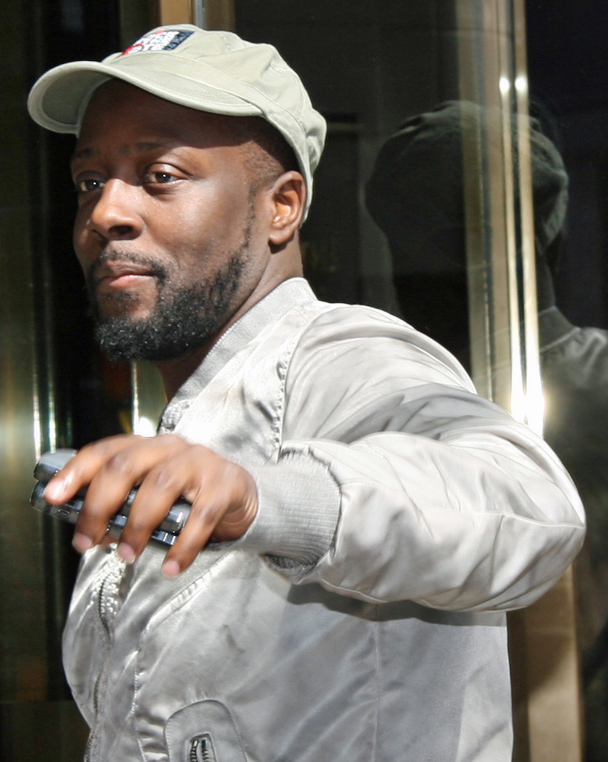
Wyclef Jean at the 2008 Toronto International Film Festival

Foi acusado por diversos desvios de verba que eram destinadas a caridade em seu país, por meio de sua instituição sem fins lucrativos: Yele Haiti, utilizando o dinheiro para fins próprios e mesmo quando iniciava obras, nunca as terminava ou ao fim ela se mostrava completamente inútil. 
Veja mais em: http://hypescience.com/9-tentativas-de-fazer-caridade-que-pioraram-as-coisas/